# Sheffield Shield 2015/16
Der Sheffield Shield 2015/16 war die 123. Saison des nationalen First-Class-Cricket-Wettbewerbes in Australien. Gewinner war Victoria, die somit ihre 29. Sheffield Shield gewannen.

## Format
Die Mannschaften spielten in einer Division  gegen jede andere jeweils zwei Spiele. Für einen Sieg erhielt ein Team zunächst 6 Punkte, für ein Unentschieden (beide Mannschaften erzielen die gleiche Anzahl an Runs) 3 Punkte. Sollte kein Ergebnis erreicht werden und das Spiel in einem Remis enden bekommen beide Mannschaften 1 Punkt. Zusätzlich besteht die Möglichkeit in den ersten 100 Over des ersten Innings Bonuspunkte zu sammeln. Dabei werden pro Run die mehr als 200 Runs erzielt werden 0.01 Batting-Bonuspunkte verteilt, jeweils 0.5 Bowling-Bonuspunkte gibt es für das Erreichen des 5, 7, 9 Wickets. Des Weiteren ist es möglich das Mannschaften Punkte abgezogen bekommen, wenn sie beispielsweise zu langsam spielen oder der Platz nicht ordnungsgemäß hergerichtet ist. Am Ende der Saison ist der Sieger der Division der Gewinner des Sheffield Shields.

## Resultate

### Tabelle
| Teams             | Sp. | S | N | U | R | Bat  | Bwl  | Ded | Punkte |
| ----------------- | --- | - | - | - | - | ---- | ---- | --- | ------ |
| South Australia   | 10  | 5 | 5 | 0 | 0 | 6.63 | 13   | 0   | 49.63  |
| Victoria          | 10  | 5 | 3 | 0 | 2 | 6.13 | 11   | 0   | 49.13  |
| Queensland        | 10  | 5 | 5 | 0 | 0 | 6.48 | 9    | 0   | 45.48  |
| New South Wales   | 8   | 5 | 2 | 0 | 1 | 3.56 | 8.5  | 0   | 43.06  |
| Western Australia | 7   | 3 | 3 | 0 | 1 | 3.29 | 9    | 0   | 31.29  |
| Tasmanien         | 10  | 2 | 8 | 0 | 0 | 6.69 | 10.5 | 2   | 27.19  |

### Spiele

#### Runde 1
| 27. – 30. Oktober Scorecard | Adelaide | New South Wales 262-9d (87.1) & 291-1d | – | South Australia 120 (39.3) & 218 (74.4) |
|                             |          | New South Wales gewinnt mit 215 Runs   |   |                                         |

| 27. – 30. Oktober Scorecard | Melbourne | Queensland 444 (138.3) & 103 (32.3) | – | Victoria 319-3d (93) & 230-1 (71.2) |
|                             |           | Victoria gewinnt mit 9 Wickets      |   |                                     |

| 27. – 30. Oktober Scorecard | Hobart | Western Australia 432-8d (144.1) & 136-4d (32) | – | Tasmanien 189 (89.9) & 217 (94.4) |
|                             |        | Western Australia gewinnt mit 162 Runs         |   |                                   |

#### Runde 2
| 6. – 9. November Scorecard | Sydney | New South Wales 88-1 (34.2) | – | Victoria |
|                            |        | Remis                       |   |          |

Das Spiel wurde auf Grund eines durch Regens unspielbar gemachten Außenfeldes am dritten Tag abgebrochen. Das Spiel wurde daraufhin für die Gastmannschaft Victoria gewertet und das nächste Heimspiel von New South Wales vom Sydney Cricket Ground ins Bankstown Oval verlegt.
| 6. – 9. November Scorecard | Adelaide | Western Australia 211 (84.5) & 295 (108.4) | – | South Australia 191 (92.2) & 317-9 (86.5) |
|                            |          | South Australia gewinnt mit 1 Wicket       |   |                                           |

| 6. – 9. November Scorecard | Hobart | Tasmanien 433-8d (133.3) & 168 (44) | – | Queensland 329-8d (122) & 274-44 (65.3) |
|                            |        | Queensland gewinnt mit 3 Wickets    |   |                                         |

#### Runde 3
| 14. – 17. November Scorecard | Brisbane | South Australia 203 (59.5) & 235 (84.2)          | – | Queensland 452 (145.4) |
|                              |          | Queensland gewinnt mit einem Innings und 14 Runs |   |                        |

| 14. – 17. November Scorecard | Melbourne | Victoria 423-7d (110) & 238-7d (56) | – | Western Australia 272 (107.3) & 282-8 (106) |
|                              |           | Remis                               |   |                                             |

| 14. – 17. November Scorecard | Sydney | Tasmanien 295 (92.4) & 313-7d (92) | – | New South Wales 215 (77.2) & 170 (62.4) |
|                              |        | Tasmanien gewinnt mit 233 Runs     |   |                                         |

#### Runde 4
| 27. – 30. November Scorecard | Perth | Victoria 322 (82.4) & 322-7d  | – | Western Australia 186 (68) & 102 (28.2) |
|                              |       | Victoria gewinnt mit 356 Runs |   |                                         |

| 27. – 30. November Scorecard | Hobart | South Australia 600-7d (124) & 185 (38) | – | Tasmanien 284 (89.1) & 199 (88) |
|                              |        | South Australia gewinnt mit 302 Runs    |   |                                 |

| 27. – 30. November Scorecard | Sydney | Queensland 259 (111.3) & 145 (64.1)   | – | New South Wales 303 (88.5) & 102-3 (28.4) |
|                              |        | New South Wales gewinnt mit 7 Wickets |   |                                           |

#### Runde 5
| 6. – 9. Dezember Scorecard | Melbourne | Victoria 180 (46) & 163 (62)          | – | South Australia 199 (58) & 145-2 (26.3) |
|                            |           | South Australia gewinnt mit 8 Wickets |   |                                         |

| 6. – 9. Dezember Scorecard | Perth | Tasmanien 261 (89.5) & 205 (68.3)       | – | Western Australia 415 (133.2) & 52-1 (14.2) |
|                            |       | Western Australia gewinnt mit 9 Wickets |   |                                             |

| 6. – 9. Dezember Scorecard | Mackay | Queensland 342 (136.4) & 131-5d (51.3) | – | New South Wales 260 (125.2) & 217-7 (58.4) |
|                            |        | New South Wales gewinnt mit 3 Wickets  |   |                                            |

#### Runde 6
| 3. – 5. Februar Scorecard | Melbourne | Tasmanien 241 (68.3) & 228 (82.4) | – | Victoria 271 (82.1) & 200-3 (39.4) |
|                           |           | Victoria gewinnt mit 7 Wickets    |   |                                    |

| 3. – 6. Februar Scorecard | Lincoln | New South Wales 402 (125.3) & 155-5 (87.1) | – | Western Australia 491 (147.5) |
|                           |         | Remis                                      |   |                               |

| 3. – 6. Februar Scorecard | Adelaide | Queensland 474-6d (118) & 258-8d (60.6) | – | South Australia 315 (89.5) & 244 (74.2) |
|                           |          | Queensland gewinnt mit 173 Runs         |   |                                         |

#### Runde 7
| 14. – 17. Februar Scorecard | Perth | New South Wales 316-9d (108.3) & 303-5d (112) | – | Western Australia 511-8d (136) |
|                             |       | Remis                                         |   |                                |

| 14. – 17. Februar Scorecard | Brisbane | Tasmanien 300 (101.4) & 233 (100.4) | – | Queensland 376 (102.3) & 158-3 (43.5) |
|                             |          | Queensland gewinnt mit 7 Wickets    |   |                                       |

| 14. – 17. Februar Scorecard | Adelaide | Victoria 325-9d (80.2) & 306-5d (92) | – | South Australia 224 (71.3) & 189 (57.2) |
|                             |          | Victoria gewinnt mit 218 Runs        |   |                                         |

#### Runde 8
| 25. – 28. Februar Scorecard | Coffs Harbour | South Australia 298 (79.2) & 177 (51.3) | – | New South Wales 211 (88.4) & 267-5 (81) |
|                             |               | New South Wales gewinnt mit 5 Wickets   |   |                                         |

| 25. – 28. Februar Scorecard | Perth | Western Australia 436-6d (123.5) & 291-5d (57) | – | Queensland 446-8d (130.5) & 257 (58.5) |
|                             |       | Western Australia gewinnt mit 24 Runs          |   |                                        |

| 25. – 28. Februar Scorecard | Hobart | Victoria 165 (55.2) & 265 (84.1)                 | – | Tasmanien 566-8d (144) |
|                             |        | Tasmanien gewinnt mit einem Innings und 136 Runs |   |                        |

#### Runde 9
| 5. – 8. März Scorecard | Hobart | Tasmanien 242 (75.4) & 177 (46.4)     | – | New South Wales 271 (89.1) & 150-3 (23.4) |
|                        |        | New South Wales gewinnt mit 7 Wickets |   |                                           |

| 5. – 8. März Scorecard | Brisbane | Queensland 190 (71.3) & 184 (59) | – | Victoria 147 (53.1) & 127 (56.3) |
|                        |          | Queensland gewinnt mit 100 Runs  |   |                                  |

| 5. – 8. März Scorecard | Perth | Western Australia 311 (106.2) & 192 (67.1) | – | South Australia 230 (56.5) & 275-9 (60) |
|                        |       | South Australia gewinnt mit 1 Wicket       |   |                                         |

#### Runde 10
| 15. – 18. März Scorecard | Brisbane | Queensland 147 (61.1) & 227 (52.4)                     | – | Western Australia 380 (137) |
|                          |          | Western Australia gewinnt mit einem Innings und 6 Runs |   |                             |

| 15. – 18. März Scorecard | Adelaide | South Australia 91 (37.4) & 177 (62.1)                | – | Tasmanien 346 (74.2) |
|                          |          | South Australia gewinnt mit einem Innings und 78 Runs |   |                      |

| 15. – 18. März Scorecard | Melbourne | Victoria 341 (107.1) & 178 (63.4) | – | New South Wales 251 (90) & 234-7 (110.4) |
|                          |           | Remis                             |   |                                          |

### Finale
| 26. – 30. März Scorecard | Adelaide | South Australia 340 (93.3) & 251 (102.5) | – | Victoria 399 (121.2) & 196-3 (51) |
|                          |          | Victoria gewinnt mit 7 Wickets           |   |                                   |